# Vasco Are
Vasco Are (* 1943 in Cuneo; † 2001 in Turin) war ein italienischer Künstler.

## Leben und Wirken
Vasco Are arbeitete auf vielen Feldern der Kunst. So war er Dichter und Maler, Bildhauer und Filmregisseur. In seinem bekanntesten Werk, Vele di Natale, mischte er Holz- mit Plexiglas-Elementen.
Bei den Luci d'Artista in Turin war Are mehrfach vertreten.
1973 drehte er mit Laiendarstellern einen Spielfilm, K.E.B.